# جامعة باتون روج الأهلية
التاسيس:28 يونيو 1995
النوع:جامعة أهلية
الطلاب:حوالي 7000 طالب
الموقع:باتون روج، لويزيانا، الولايات المتحدة الأمريكية
الحرم الجامعي:باتون روج
الاسم الحركي:brcc
الموقع على الأنترنت:www.mybrcc.edu
كلية باتون روج الأهلية تم تاسيسها في العام 1995 في باتون روج
لويزيانا,وتعمل الكلية بنظام فصلين دراسيين
مباني الكلية الحالية تم الأنتقال اليها في العام 1998 بمساحة اجمالية تبلغ
240000 متر مربع.
يحتوي الحرم الجامعي على ستة مباني رئيسية هي مبنى غوفيمر ,مبنى لويزيانا,
ومركز سيبرس ويلنس,ومبنى بينفنيو ستيودنت سنتر.